# Panzer-Brigade Kurland
Die Panzer-Brigade Kurland, auch Panzer-Aufklärungs-Brigade Kurland, war während des Zweiten Weltkriegs ein Kampfverband der Wehrmacht.

## Geschichte
Die Panzer-Brigade Kurland wurde im Januar 1945 in Lettland aufgestellt und war damit einer der letzten ad hoc durch die Wehrmacht eingerichteter Verband. Ihre Namensgebung orientierte sich an der Aufstellungsregion Kurland. Der Brigade wurden die gepanzerten Teile der 12. und 14. Panzer-Division unterstellt, welche die Panzer-Aufklärungs-Abteilung 12 und 14 bildete.

## Kommandeur
Mit der Aufstellung der Brigade wurde Oberst Horst von Usedom deren Kommandeur. Ende März 1945 wurde er für die Führung mit dem Eichenlaub zum Ritterkreuz des Eisernen Kreuzes ausgezeichnet. Ab Mitte April 1945 führte von Usedom die 12. Panzer-Division.